# Liste der denkmalgeschützten Objekte in Klagenfurt am Wörthersee-Waidmannsdorf
Die Liste der denkmalgeschützten Objekte in Klagenfurt am Wörthersee-Waidmannsdorf enthält die denkmalgeschützten, unbeweglichen Objekte der Katastralgemeinde Waidmannsdorf der Gemeinde Klagenfurt am Wörthersee.

## Denkmäler
| Foto |                 | Denkmal                                                                            | Standort                                                  | Beschreibung | Metadaten |
| ---- | --------------- | ---------------------------------------------------------------------------------- | --------------------------------------------------------- | --- | --- |
| ja   | Datei hochladen | Don Bosco Kirche mit Pfarrhof und Jugendzentrum HERIS-ID: 103278 Objekt-ID: 119752 | Bischof-Dr.-Köstner-Platz 1, 2 Standort KG: Waidmannsdorf | Die katholische Kirche wurde 1981 bis 1984 errichtet. | BDA-Hist.: Q1119246 Status: § 2a Stand der BDA-Liste: 2025-06-30 Name: Don Bosco Kirche mit Pfarrhof und Jugendzentrum GstNr.: 467/1 Don Bosco Kirche Klagenfurt   |
| ja   | Datei hochladen | Kriegsfriedhof Klagenfurt/Englischer Friedhof HERIS-ID: 111276 Objekt-ID: 129069   | bei Lilienthalstraße 3 Standort KG: Waidmannsdorf         | Der einzige britische Soldatenfriedhof in Österreich wurde 1945 gegründet und 1965 fertiggestellt. Auf dem Rasenfriedhof sind knapp 600 Soldaten begraben. In einem kapellenartigen Sichtziegelbau mit Pyramidendach befindet sich ein Wandschrein mit dem Cemetery Register. | BDA-Hist.: Q1116959 Status: Bescheid Stand der BDA-Liste: 2025-06-30 Name: Kriegsfriedhof Klagenfurt/Englischer Friedhof GstNr.: 207/3 Klagenfurt War Cemetery     |
| ja   | Datei hochladen | Kath. Pfarrkirche, Josefskirche HERIS-ID: 54085 Objekt-ID: 62217                   | Siebenhügelstraße 64 Standort KG: Waidmannsdorf           | 1951 Kirchenneubau von Walter Mayr. Weihe 1952, zunächst Filiale von St. Martin, seit 1959 Pfarre. 1986 Außenrestaurierung ursprüngliche Farbgebung. Turmloser, gewesteter Baukörper; westlich mit dem Pfarrhaus verbunden. Querschiffartiger hoher Vorbau mit gemauerter offener Arkadenvorhalle. Kurzer, gerade geschlossener Chor. Nord- und südseitig rundbogige Fenster, im Chor Drillingsfenster. | BDA-Hist.: Q38059603 Status: § 2a Stand der BDA-Liste: 2025-06-30 Name: Kath. Pfarrkirche, Josefskirche GstNr.: .866 Pfarrkirche St. Josef, Klagenfurt-Siebenhügel |